# Sistema binominal
El sistema electoral binominal, conocido también como sistema binominal o simplemente binominal, es un sistema electoral mediante el cual se eligen dos cargos por circunscripción o distrito. Fue establecido en Chile para las elecciones parlamentarias de 1989, manteniéndose vigente hasta el 11 de marzo de 2018, fecha en que asumió el primer Congreso regido por el nuevo sistema electoral.

## Historia
Fue establecido en Chile, para las elecciones parlamentarias –senadores y diputados–, por la ley 18.799, del 26 de mayo de 1989, que modificó la ley orgánica constitucional sobre votaciones populares y escrutinios –ley 18.700, del 6 de mayo de 1988–, ambas promulgadas durante la dictadura militar liderada por el general Augusto Pinochet.
Según el abogado y exdiputado Luis Maira, el sistema está basado e inspirado en la reforma electoral introducida en Polonia por el militar Wojciech Jaruzelski, con el objeto de asegurar la futura estabilidad política de ese país, permitiendo mantener la preeminencia del Partido Obrero Unificado Polaco frente al creciente poder del opositor Solidaridad, estableciéndose como un sistema que promueve el consenso y la negociación entre la oposición y el gobierno. Otros señalan que el sistema está basado en sistemas usados en democracias bipartidistas, como Estados Unidos y el Reino Unido. Algunos autores, como por ejemplo Gonzalo Rojas Sánchez, señalan a Jaime Guzmán como uno de los gestores del sistema binominal, aunque la primera vez que fue discutido dicho sistema dentro de la dictadura militar fue en 1984 a través de la propuesta señalada por el abogado Arturo Marín Vicuña.
El sistema binominal a lo largo de los años fue despertando fuertes controversias en Chile. Los analistas que lo defienden argumentan que genera estabilidad política, al evitar que grupos minoritarios lleguen al poder, facilitando así la gobernabilidad del país y permitiendo que se generen consensos mediante la reducción de la fragmentación y del número de partidos políticos. Por otra parte, analistas opositores argumentan que el sistema genera una gran inmovilidad entre los bloques políticos, excluyendo a los partidos menores que no son capaces de incorporarse a las coaliciones ya que la competencia se traslada al interior de cada coalición. En Chile, los bloques dominantes durante el periodo binominal fueron la Concertación — una alianza de partidos del centro político y la izquierda que en los últimos años del sistema binominal se reorganizó en la Nueva Mayoría — y la coalición del centro a la derecha Alianza, que luego se consolidaría con otros partidos en una coalición más grande denominada Chile Vamos.
Tras varias propuestas de ley, una reforma promovida por el segundo gobierno de Michelle Bachelet reemplazando el sistema binominal por uno proporcional fue aprobada por el Congreso Nacional, siendo promulgada el 27 de abril de 2015, y publicada en el Diario Oficial el 5 de mayo de 2015. Esta ley se aplicó, por primera vez, para las elecciones parlamentarias de 2017.

## Descripción
En el caso de elecciones de Parlamentarios, el Tribunal proclamará elegidos Senadores o Diputados a los dos candidatos de una misma lista, cuando ésta alcanzare el mayor número de sufragios y tuviere un total de votos que excediere el doble de los que alcanzare la lista o nómina que le siguiere en número de sufragios.

Si ninguna lista obtuviere los dos cargos, elegirá un cargo cada una de las listas o nóminas que obtengan las dos más altas mayorías de votos totales de lista o nómina, debiendo el Tribunal proclamar elegidos Senadores o Diputados a aquellos candidatos que, dentro de cada lista o nómina, hubieren obtenido las más altas mayorías.

Si el segundo cargo por llenar correspondiere con igual derecho a dos o más listas o nóminas, el Tribunal proclamará electo al candidato que hubiere reunido mayor cantidad de preferencias individuales.

En caso de empate entre candidatos de una misma lista o entre candidatos de distintas listas o nóminas, que a su vez estuviesen empatadas, el Tribunal procederá, en audiencia pública, a efectuar un sorteo entre ellos, y proclamará electo al que salga favorecido.
Artículo 109 bis de la Ley 18700 de 1988, agregado por la Ley 18799, de 26 de mayo de 1989

El sistema binominal determinaba la elección en función de las votaciones obtenidas en las divisiones electorales –distritos en el caso de los diputados, y circunscripciones tratándose de los senadores–, independientemente de los resultados de las agrupaciones políticas a nivel nacional, eligiéndose en cada división dos miembros para la respectiva cámara. Conforme a esto último, las declaraciones de candidaturas a senadores o diputados que presentan los partidos políticos o los pactos electorales chilenos pueden incluir hasta dos candidatos por circunscripción senatorial o distrito según corresponda –de ahí el nombre binominal–, y en el caso de las candidaturas independientes, un candidato.
En primer lugar se realiza la suma del total de votos de los candidatos por cada lista o nómina. Las listas que obtienen las dos más altas mayorías eligen a un representante cada una, siendo electos aquellos candidatos que obtuvieron la mayor votación dentro de su propia lista. No obstante lo anterior, el sistema binominal establece que la lista que obtiene la mayor cantidad de votos elegirá a sus dos integrantes si cuenta con al menos el doble de votación que la lista que la secunda. Esta característica evita la subdivisión artificial de una coalición que estimase que podría elegir dos representantes si presentase dos listas separadas.
En cuanto al tipo de sistema electoral, es un sistema plurinominal (es decir, se elige más de un candidato por distrito), de representación local (la votación total nacional no influye el resultado) y de listas abiertas (el orden de elección dentro de una lista es dado por los votantes, y no por los partidos políticos), en el que los escaños se reparten según el método de D'Hondt. Este sistema se usa, entre otros, en los procesos electorales españoles, del Parlamento Europeo, y de otros países, además de las elecciones de concejales en Chile. La particularidad del sistema binominal chileno viene de la elección de dos y solo dos candidatos por distrito, lo que lo hace prácticamente único en el mundo.
El sistema binominal fue diseñado en Chile durante la dictadura militar existente en el período comprendido entre 1973 y 1990. La Constitución Política de 1980, promulgada en ese periodo, entrega la regulación del sistema electoral a una ley orgánica constitucional, materias hoy reguladas por la Ley 18556 sobre sistema de inscripciones electorales y servicio electoral de 1986, y por la Ley 18700 sobre votaciones populares y escrutinios de 1988. Esta última ley regula la elección de los miembros del Senado y de la Cámara de Diputados –además de la de Presidente de la República–, permitiendo la formación de pactos electorales. Esta modificación a la Ley Electoral fue introducida, reconocidamente, para beneficiar a los dos grandes partidos de derecha, Renovación Nacional (RN) y la Unión Demócrata Independiente (UDI), que se habían trenzado en una dura disputa en 1988 que, entre otras cosas, terminó por romper el partido derechista unificado (RN) formado en 1987. Como era más probable que la Concertación se convirtiera en un partido que lo hiciera la derecha, la dictadura militar optó por modificar la ley electoral para permitir la formación de pactos electorales. Dicha decisión eliminó uno de los componentes de la ley orgánica constitucional más conducentes a evitar la proliferación de partidos en el sistema político chileno, la prohibición de formar coaliciones electorales multipartidistas. Paradójicamente, en su intento de favorecer a sus partidarios, el  crea un sistema electoral cuyo resultado inesperado ha sido contribuir a la mantención de ambas coaliciones, tanto de la Alianza por Chile como de la Concertación.

### Ejemplos
|             | Caso 1 | Caso 2 | Caso 3 | Caso 4 |
| ----------- | ------ | ------ | ------ | ------ |
| Pacto 1     | 34 %   | 65 %   | 66 %   | 34 %   |
| Candidato A | 23 %   | 33 %   | 66 %   | 18 %   |
| Candidato B | 11 %   | 32 %   | 0 %    | 16 %   |
| Pacto 2     | 33 %   | 33 %   | 32 %   | 33 %   |
| Candidato C | 20 %   | 17 %   | 32 %   | 17 %   |
| Candidato D | 13 %   | 16 %   | 0 %    | 16 %   |
| Pacto 3     | 32 %   | 2 %    | 2 %    | 32 %   |
| Candidato E | 17 %   | 1 %    | 1 %    | 32 %   |
| Candidato F | 15 %   | 1 %    | 1 %    | 0 %    |

Caso 1, en las elecciones parlamentarias, existen dos candidatos con las dos primeras mayorías en listas contrarias. En este caso, son electos los candidatos A y C.
Caso 2, el Pacto 1 tiene el 65 % del electorado a su favor y sus dos candidatos corresponden a las dos primeras mayorías. Sin embargo, la votación del Pacto 1 no logra duplicar a la votación del segundo pacto más votado (el Pacto 2) por lo que son electos los dos candidatos con más votación de cada uno de los pactos, en este caso, los candidatos A y C.
- Cabe destacar aquí que el Candidato B del Pacto 1 en teoría podría llegar hasta el 1/3-1 de los votos (más menos 33,3332 %) sin ser elegido.[aclaración requerida]

Caso 3, el Pacto 1 logra el 66 % de los votos debido a la alta votación del Candidato A. Aun cuando el Candidato C tiene más votos que B, este último es arrastrado por el alto porcentaje a favor del Candidato A. En este caso, el Pacto 1 logra elegir a sus dos representantes al obtener el doble de la votación del Pacto 2.
- Cabe destacar aquí que el Candidato B es elegido con 0 % de apoyo, pues el sistema infiere que la alta votación del Candidato A es un apoyo implícito al pacto que representa. El candidato C del Pacto 2 en teoría podría llegar hasta el 1/3-1 de los votos (más menos 33,3332 %) sin ser elegido.

Caso 4, el Candidato E del Pacto 3 llega a 32 %. Los otros dos pactos logran 34 % y 33 % respectivamente, y sus Candidatos A, B, C y D no superan el 18 %. Pese a ello el Candidato E con la primera mayoría, no logra ser elegido pues el Pacto 3 no logra entrar en los dos pactos más votados, por tanto estos eligen a sus Candidatos A y C con escasos 18 % y 17 % de apoyo respectivamente.
- Cabe destacar en este Caso 4 como también en el Caso 1, la situación de este Pacto 3. Que si se extrapola a nivel país, pese a tener tal votación no podría elegir a ninguno de sus candidatos. Sería un pacto que en teoría podría llegar hasta el 1/3-1 de los votos (más menos 33,3332 %) de apoyo popular nacional, pero que no tendría representación parlamentaria.

### Casos
Elecciones parlamentarias de 1989 por la Circunscripción VII (Santiago Poniente), Región Metropolitana.
En las elecciones parlamentarias de 1989, las primeras en realizarse en Chile tras el retorno a la democracia, se produjo el más conocido ejemplo de la funcionalidad del sistema binominal.
En la circunscripción de Santiago Poniente, que es la que concentra el mayor número de votantes en el país, se enfrentaban los bloques de la Concertación —con los candidatos Andrés Zaldívar y Ricardo Lagos— y de Democracia y Progreso —con Jaime Guzmán y Miguel Otero—.
Los resultados demostraron una ventaja de los candidatos de la Concertación, cada uno superando el 30 % de los votos, mientras el candidato gremialista solo alcanzaba el 17 % de los votos, y su compañero de lista el 15 %. Sin embargo, la Concertación no logró doblar al pacto de derecha (61,89 % frente a un 32,50 %), por lo que, debido a las reglas del sistema binominal, fueron elegidos Andrés Zaldívar y Jaime Guzmán, siendo relegado Lagos, teniendo ciento ochenta mil votos más que el electo Guzmán. Sin embargo, Jaime Guzmán sería asesinado en 1991, siendo reemplazado por Otero; así, el candidato con la cuarta mayoría ejerció como senador por 7 años.
| Candidato                  | Pacto                                    | Partido | Votos   | %     | Resultado |
| -------------------------- | ---------------------------------------- | ------- | ------- | ----- | --------- |
| Andrés Zaldívar Larraín    | Concertación por la Democracia (61,89 %) | PDC     | 408 227 | 31.27 | Senador   |
| Ricardo Lagos Escobar      | Concertación por la Democracia (61,89 %) | PPD     | 399 721 | 30,62 |           |
| Jaime Guzmán Errázuriz     | Democracia y Progreso (32,50 %)          | UDI     | 224 396 | 17,19 | Senador   |
| Miguel Otero Lathrop       | Democracia y Progreso (32,50 %)          | RN      | 199 856 | 15,31 |           |
| Sergio Santander Sepúlveda | Liberal-Socialista Chileno (5,61 %)      | ILE     | 59 834  | 4,58  |           |
| Rodrigo Miranda            | Liberal-Socialista Chileno (5,61 %)      | ILE     | 13 435  | 1,03  |           |

Elecciones parlamentarias de 1997 por el Distrito 18 (Cerro Navia, Quinta Normal y Lo Prado), Región Metropolitana.
En las elecciones parlamentarias de 1997 en el distrito 18 (Cerro Navia, Quinta Normal y Lo Prado), Región Metropolitana, se enfrentaban los bloques de la Concertación, con Guido Girardi que obtuvo un 65,92 % y Carlos Olivarez un 6,31 %, la Unión por Chile con Patricia Maldonado Aravena que obtuvo un 11,43 % y Cristián Nieto Gómez un 5,14 %, y el comunista Hernán Lechuga Farías obtuvo un 8,78 %.
A pesar de que Patricia Maldonado y Hernán Lechuga Farías constituían la segunda y tercera mayoría personal respectivamente, además ambos superaban los votos que obtuvo Carlos Olivares, fueron elegidos Guido Girardi y Carlos Olivares, siendo relegados Maldonado y Lechuga, ya que según las cláusulas del sistema binominal cuando una lista doblega a la segunda se queda con los dos escaños.
| Candidato                 | Pacto                                    | Partido | Votos   | %     | Resultado |
| ------------------------- | ---------------------------------------- | ------- | ------- | ----- | --------- |
| Guido Girardi Lavín       | Concertación por la Democracia (72,23 %) | PPD     | 115.791 | 65,92 | Diputado  |
| Carlos Olivares Zepeda    | Concertación por la Democracia (72,23 %) | DC      | 11.080  | 6,31  | Diputado  |
| Patricia Maldonado        | Unión por Chile (16,57 %)                | UDI     | 20.076  | 11,43 |           |
| Cristián Nieto Gómez      | Unión por Chile (16,57 %)                | RN      | 9.037   | 5,14  |           |
| Hernán Lechuga Farías     | La Izquierda (8,78 %)                    | PC      | 15.432  | 8,78  |           |
| Susana Córdova Rodríguez  | Humanista (2,42 %)                       | PH      | 2.706   | 1,54  |           |
| Luis Felipe García Merino | Humanista (2,42 %)                       | PH      | 1.543   | 0,88  |           |

Elecciones parlamentarias de 2013 por el Distrito 30 (Buin, Calera de Tango, Paine y San Bernardo), Región Metropolitana.
En las elecciones parlamentarias de 2013 en el distrito 30 (Buin, Calera de Tango, Paine y San Bernardo), Región Metropolitana, se enfrentaban los bloques de Si tú quieres, Chile cambia, con Marisela Santibáñez con un 26,75 % y Nicolás Henríquez un 1,24 %, la Nueva Mayoría con Leonardo Soto Ferrada que obtuvo un 25,08 % y David Morales un 9,44 %, la Alianza con Jaime Bellolio, que se quedó con el 22,12 % y Carlos Cruz-Coke con 8,33 %, el pacto Nueva Constitución para Chile con Carlos Mancilla que consiguió 2,21 % y Félix Marinao con 1,85 % y los humanistas con Henry Rutconsky que obtuvo un 1,47 % e Ignacio Seguel con 1,47 %.
A pesar de que Marisela Santibáñez constituía la primera mayoría personal, el escaso aporte en votos de su compañero de lista la excluyó, permitiendo que fueran elegidos Leonardo Soto Ferrada (segunda mayoría) y Jaime Bellolio (tercera mayoría), ya que según las cláusulas del sistema binominal cuando dos listas superan a las demás se quedan con un escaño cada una.
| Candidato                 | Pacto                                  | Partido | Votos  | %     | Resultado |
| ------------------------- | -------------------------------------- | ------- | ------ | ----- | --------- |
| Leonardo Soto Ferrada     | Nueva Mayoría (34,53 %)                | PS      | 36.393 | 25,80 | Diputado  |
| David Morales Nordetti    | Nueva Mayoría (34,53 %)                | DC      | 13.703 | 9,44  |           |
| Jaime Bellolio Avaria     | Alianza (30,45 %)                      | UDI     | 32.096 | 22,12 | Diputado  |
| Carlos Cruz-Coke Carvallo | Alianza (30,45 %)                      | RN      | 12.085 | 8,33  |           |
| Marisela Santibáñez Novoa | Si tú quieres, Chile cambia (27,99 %)  | PRO     | 38.809 | 26,75 |           |
| Nicolás Henríquez Suazo   | Si tú quieres, Chile cambia (27,99 %)  | PRO     | 1.808  | 1,24  |           |
| Carlos Mancilla Ortiz     | Nueva Constitución para Chile (4,07 %) | ECOV    | 3.219  | 2,21  |           |
| Félix Marinao Flores      | Nueva Constitución para Chile (4,07 %) | IGUAL   | 2.686  | 1,85  |           |
| Henry Rutconsky Figueroa  | Partido Humanista (2,94 %)             | PH      | 2.137  | 1,47  |           |
| Ignacio Seguel Robles     | Partido Humanista (2,94 %)             | PH      | 2.134  | 1,47  |           |

## Opiniones

### Críticas y defensas
Las grandes críticas al sistema binominal están dadas en que este en la práctica no plasma la decisión de las mayorías, generando exclusión, reduciendo el impacto del voto, fomenta la aparición de caudillos y políticos eternizados en sus cargos y transforma las elecciones parlamentarias en una contienda sin muchas sorpresas, según algunos, el sistema electoral es la "gran traba" para generar cambios estructurales en la legislación del país, ya que genera dos bloques antagonistas, ambos con gran representación parlamentaria, haciendo muchas veces difícil conseguir acuerdos que alcancen el quorum necesario para reformar algunas leyes orgánicas constitucionales, como el mismo sistema binominal. Otra de las principales críticas realizadas es respecto a una supuesta vulneración del deseo popular (al igual que en los sistemas proporcionales), ya que en muchas oportunidades el candidato con la segunda mayoría no es elegido, siendo reemplazado por uno con la tercera o, inclusive, la cuarta mayoría, se menciona también que el binominalismo fuerza al empate entre las dos primeras listas mayoritarias ya que con un 33,4 % se asegura un escaño, independiente de los votos que obtenga la otra lista que simplemente queda con otro escaño.
Otra de las fuertes críticas realizadas por diversas colectividades políticas de menor representatividad es de una exclusión del parlamento debido al mecanismo de elección, argumentan que el hecho de que excluye a estas minorías es antidemocrático. Un ejemplo fue el Partido Comunista, que durante más de 20 años obtuvo cifras cercanas al 5 % total de los votos, no habiendo conseguido nunca un escaño parlamentario, hasta que en las elecciones parlamentarias de 2009, aliándose con la Concertación, obtuvieron 3 parlamentarios, sacando un quinto de su votación tradicional. Esto ha provocado fuertes críticas por parte de la izquierda extraparlamentaria, representada en su momento por el Juntos Podemos Más, y de los sectores socialdemócratas, representados en la Concertación, que consideran a este sistema excluyente y poco democrático, a pesar de que a esta última coalición también le es favorable el sistema.
Se critican también los efectos secundarios del binominal, como la de poner a un candidato fuerte con otro que tiene pocas posibilidades para que salga casi seguro, también que sin pasar por un proceso de  primarias, las cúpulas de los partidos políticos son las que designan a los candidatos que quieren, ni siquiera sus bases lo hacen. Sin embargo, durante el gobierno del presidente Sebastián Piñera fue promulgada la ley que consagra las primarias para la selección de candidatos (voluntarias en su realización, pero vinculantes en su resultado), brindan la oportunidad inmejorable para que este aspecto negativo del sistema se corrija sustancialmente, siempre que los partidos aprovechen la posibilidad que se abre de seleccionar de esta manera sus candidatos.
Por otro lado, gran parte de la coalición de centro derecha, la Coalición por el cambio (especialmente dentro de la Unión Demócrata Independiente), plantean que este mecanismo permite alcanzar una mayor estabilidad política al promover la creación de dos bloques fuertes (oficialista y opositor), evitando de este modo una crisis política como la ocurrida durante el gobierno de la Unidad Popular de Salvador Allende en 1970. Esto se ve reflejado en que en la mayoría de los distritos o circunscripciones el doblaje no es alcanzado por ninguna coalición, lo que lleva a que ocupen puesto tanto un representante de una coalición como de otra. Otro punto a destacar es el que, independiente de si un pacto tiene una minoría porcentual, si alguno de sus candidatos obtiene la 1.ª y 2.ª mayoría (o 3.ª en algunos casos) puede formar parte de la Cámara, por ende no estaría hecho en contra de las coaliciones menores, incluso los candidatos independientes si obtienen un porcentaje alto pueden romper el doblaje e incluso salir electos. Una segunda defensa del sistema dice relación con la representatividad: en casos en que el bloque mayoritario alcanza una votación del 60 %, y el segundo bloque se acerca al 40 %, el sistema binominal asegura que ese 40% pueda ser representado en el Parlamento, y que el 60 % no se lleve el 100 % de los cargos a elegir, lo que al final sería menos representativo. También se justifica que muchas veces cuando gana un candidato con menor votación en desmedro otro con votación mayor es algo que pasa en todos los sistemas electorales que son por listas, por lo tanto no es algo que pasa solo en el sistema binominal. Además algunos defensores del sistema argumentan que el binominal genera una estabilidad política al excluir sectores extremistas que podrían alcanzar una representación parlamentaria.
A pesar de que el sistema binominal solo favorece a los dos grandes conglomerados políticos, han ocurrido casos excepcionales como en las elecciones parlamentarias de 2005, el Partido de Acción Regionalista, representado por la candidata a diputada Marta Isasi, logró superar el sistema binominal en el 2.º distrito de Iquique; de igual manera, en el Senado, el independiente Carlos Bianchi logró ser electo por la XII Región de Magallanes y de la Antártica Chilena.

### Posiciones políticas
La Concertación, estaría a favor de adoptar un sistema proporcional moderado o corregido, también gran parte de la Concertación estaría dispuesta a corregir el binominal agregando 30 escaños suplementarios elegidos proporcionalmente a las listas que superen un umbral de un 5 %.
Los miembros del PCCH, del PRI y el PRO (que además propuso un sistema proporcional competitivo), están por un sistema electoral que sea lo más proporcional posible. Aunque la gran mayoría de los miembros de estos partidos están a favor a cualquier sistema electoral que sea más proporcional que el binominal, igual que algunos miembros de la  Concertación. Sin embargo la mayor parte de los parlamentarios independientes están porque resulten electos sean aquellos que obtienen las dos primeras mayorías personales, sin cálculos proporcionales, eliminando las listas y pactos, sin la necesidad de aumentar el número de parlamentarios, como el proyecto de ley que presentó el senador Carlos Bianchi.
Actualmente, dentro de la Coalición por el Cambio existen distintas posiciones:
- Si bien dentro de Renovación Nacional hay diversas posiciones respecto al binominal, algunos sectores han propuesto hacer que las dos primeras mayorías sean realmente las electas y no por cálculos proporcionales.[4] También esta la opción de solo corregir el actual binominal, incorporándole mayores dosis de proporcionalidad a través de una lista nacional de parlamentarios.[2] Algunos de sus miembros están dispuestos a establecer un "sistema proporcional corregido", especialmente la mesa directiva que lo condiciona con un cambio más profundo del régimen político, cambiando el actual sistema presidencial por un sistema semipresidencial.
- La Unión Demócrata Independiente ha manifestado casi unánimemente su rechazo a cualquier tipo de cambio al binominal, sobre todo a un sistema proporcional que tiene muy poca llegada dentro del partido, sin embargo hay sectores que se han abierto a discutir alguna reforma al sistema electoral o hacer algunos "perfeccionamientos" al binominal, como abrir los cupos para que haya más candidatos por lista[30] o añadir una lista nacional, en donde los nuevos cupos se asignen bajo un método proporcional a los partidos que obtengan como mínimo un 5 % de los votos válidamente emitidos.[31]

### Encuestas
La encuesta CEP hecha entre noviembre y diciembre de 2011 arroja una opinión mayoritaria a favor de una modificación del sistema electoral binominal. El actual sistema ha sido puesto en tela de juicio por la ciudadanía, pues un 60 % considera que debiera cambiarse, un 17 % cree que debe mantenerse, en tanto un 23 % no sabe o no contesta.
A principios del año 2012, en medio del debate sobre cambios al binominal, el Instituto Libertad realizó un estudio para saber si la gente de la Región Metropolitana de Santiago realmente conoce este polémico sistema electoral utilizado para elegir a parlamentarios. Los datos fueron reveladores: solo un 48 % de los entrevistados respondió de manera positiva ante la pregunta ¿usted conoce o ha oído hablar del sistema electoral binominal?, revelando que un 52 % de los consultados no tiene idea qué es el binominal. De ese total que dijo conocerlo, solo un 31 % sabía que el mecanismo solo es utilizado en las elecciones de diputados y senadores. Asimismo, el 47 % expresó que debería cambiarse totalmente y un 31 % esgrimió como justificación que no incentiva la participación política. Sobre el sistema que debiera sustituirlo, un 51 % propuso uno mayoritario y solo un 11 % planteó uno proporcional.

## Propuestas de reforma o reemplazo
Durante el período de la Transición a la democracia, se ha propuesto formalmente en siete oportunidades el reemplazo del binominalismo,[cita requerida] aunque el único paso importante ocurrió como parte de las reformas constitucionales del año 2005, cuando se eliminó la referencia al número de circunscripciones senatoriales y senadores a elegir, entregándole a una ley orgánica constitucional su determinación. En el caso de los diputados, la Constitución disponía que la Cámara de Diputados estaba integrada por 120 miembros.

### Durante el gobierno de Patricio Aylwin
El gobierno del presidente Patricio Aylwin envió a comienzos de 1992 un proyecto de ley que proponía ampliar el Senado a 54 miembros electos en 13 circunscripciones de tamaño variable (de 3, 4, 6 y 8 escaños cada una). Lo propio hacía con la Cámara de Diputados, que pasaba a tener 164 miembros electos en 45 distritos de 3, 4 y 5 escaños cada uno. Sin embargo, la iniciativa fue rechazada.

### Durante el gobierno de Eduardo Frei Ruiz-Tagle
El gobierno de Eduardo Frei Ruiz-Tagle, por su parte, constituyó una comisión técnica que redactó un informe con varias proposiciones de redistritaje, todas las cuales mantenían en 120 el número de diputados y en 47, el de senadores (al igual que la propuesta anterior, esta también asimilaba las circunscripciones a las regiones, con lo que pasaban a tener 2, 3, 4, 6 y hasta 8 escaños). Finalmente, el gobierno decidió retirar el proyecto.

### Durante el gobierno de Ricardo Lagos
A fines de diciembre del 2005, días después de las elecciones presidenciales de ese año, el gobierno de Ricardo Lagos envió a la Cámara de Diputados un proyecto de ley de carácter urgente para reformar el sistema binominal, que constaba de tres reformas a la Constitución para eliminar el número fijo de diputados (120 en la actualidad) y que comprometía al Congreso Nacional a buscar un nuevo sistema electoral en el período de un año. Este proyecto fue rechazado por la Alianza por Chile a través de la abstención de sus parlamentarios en la votación (a excepción del diputado de la UDI, Iván Moreira, quien votó en contra), argumentando que era un proyecto vacío y que no era correcto discutir el tema en tiempo electoral, ya que habría sido utilizado por el Gobierno como forma de apoyar la candidatura de Michelle Bachelet, mientras que el oficialismo reclamó que el candidato de la Alianza, Sebastián Piñera, quien había manifestado con anterioridad su deseo de reformar el sistema electoral, habría sido manipulado por la UDI y que no habría logrado «cuadrar» a sus parlamentarios.

### Durante el primer gobierno de Michelle Bachelet
Algunos días luego de haber asumido como presidenta, Michelle Bachelet conformó una comisión especial para estudiar las modificaciones al sistema binominal. Esta comisión, compuesta por personas de diferentes partidos políticos (a excepción de la Alianza por Chile que prefirió automarginarse) fue liderada por Edgardo Boeninger, entregó un paquete de tres propuestas, todas variantes de un sistema proporcional plurinominal, donde las diferencias radican en la magnitud de distrito las cuales varían de 2 a 6 y de 2 a 8 dependiendo de la propuesta, aumentando el número de diputados a 150 y de senadores a 50. Sin embargo, su propuesta definitiva fue rechazada por sectores tanto de oposición como de la propia Concertación, finalmente el ejecutivo decidió retirar la propuesta, sin ingresarla al Congreso.
El timonel de RN Carlos Larraín entregó una propuesta al Ejecutivo de ese entonces que introducía cambios menores al sistema electoral binominal, siendo la primera presentación formal hecha por un partido de derecha tendiente a modificar el sistema electoral. La propuesta ampliaba a 10 los cupos adicionales de diputados, mediante un mecanismo proporcional que contemplaba dos cupos parlamentarios para cada partido que obtuviera más del 7 % de los votos a nivel nacional. La idea contó con apoyo dentro de Renovación Nacional y en la Concertacion hubo opiniones divididas respecto a la propuesta, pero sería rechazada inmediatamente por el Juntos Podemos Más, el timonel del PC, Guillermo Teillier la calificó de "mezquina" y como "una burla".
Los intentos de reforma serían retomados cuando en abril de 2007, el ministro José Antonio Viera-Gallo anunciara una propuesta con cambios menores al sistema electoral, el cual se mantendría vigente pero se agregarían 20 diputados a la Cámara, los cuales corresponderían a los candidatos que estuvieron más cerca de ser electos diputados y dentro de los cuales se integrarían hasta 5 escaños a las coaliciones que hubieran alcanzado un umbral de 5 % de los votos. La propuesta fue aceptada por gran parte de la Concertación y del Juntos Podemos Más, pero fue rechazada de inmediato por la UDI mientras RN condicionó su apoyo, lo que dejó a la propuesta sin posibilidad de alcanzar el cuórum requerido para ser aprobada.
El 7 de mayo de 2008, la iniciativa, que proponía eliminar la referencia al número de diputados de la Constitución, se planteaba que el establecimiento de un número fijo de 120 diputados entorpece el diseño que el legislador puede hacer de un sistema electoral más representativo. Por 60 votos a favor, 37 en contra y seis abstenciones, tras el rechazo mayoritario de RN y la UDI no se alcanza el cuórum requerido, el ministro secretario general de la Presidencia, José Antonio Viera-Gallo anunció que el Gobierno insistirá en ella dentro de un año, lo que reactivaría el debate en plena campaña presidencial.
El 19 de mayo de 2009 el ejecutivo repuso el proyecto que elimina el número tope de 120 diputados, la cámara rechaza la iniciativa que no fue apoyada por los parlamentarios de la Alianza, cuyos integrantes rechazaron dar su apoyo a la medida, acusando a La Moneda de usar una "maniobra política" para generar conflicto a solo siete meses de la elección parlamentaria y presidencial, y que para cambiar el sistema electoral es necesario previamente modificar la norma que fija el número de diputados lo que no permitió alcanzar el cuórum constitucional requerido. El texto fue aprobado por 62 diputados de gobierno e independientes, pero fue rechazado por 42 legisladores de oposición, lo que no permitió alcanzar el cuórum de 72 votos.

### Durante el primer gobierno de Sebastián Piñera
Durante el gobierno de Sebastián Piñera, la idea de reformar el sistema binominal se levantó nuevamente con fuerza, especialmente luego de que en 2011 diversas encuestas de opinión reflejaran un rechazo transversal y prácticamente unánime de la ciudadanía tanto al gobierno como a las alianzas oficialistas y opositoras.[cita requerida]
La idea fue retomada en la  cámara, por el diputado Pepe Auth con el apoyo de diputados de distintas bancadas. La propuesta constaba de un sistema proporcional compensatorio para la elección de diputados, con 30 escaños adicionales asignados a todas las listas que superen el 5 % de los votos en función de una compensación a su déficit de proporcionalidad. La manera de determinar la cantidad de escaños adicionales correspondientes a cada lista y partido ya que se establece el porcentaje de votación de cada lista respecto al total de votos para aquellas que superan un umbral de votos del 5 % válidamente emitido. El mismo proceso es aplicable para la distribución de escaños adicionales al interior de cada lista por partidos y las candidaturas independientes son consideradas como un partido. El proyecto de Auth contemplaba dejar la Cámara en 150 diputados y el Senado en 50 senadores. En tanto, RN planteó dos alternativas para aumentar a 50 los cupos senatoriales: crear cinco o seis nuevas circunscripciones o bien, sumar a 10 senadores nacionales.
A comienzos de 2012, Piñera realizó encuentros con los cuatro expresidentes vivos a esa fecha: Patricio Aylwin, Eduardo Frei Ruiz-Tagle, Ricardo Lagos y Michelle Bachelet. Dentro de estas entrevistas, Piñera manifestó que discutirían sobre reformas al sistema político, siendo el cambio al sistema binominal una de las más debatidas. En ese contexto, la Concertación anunció que presentarían una nueva propuesta para establecer un sistema “proporcional moderado” incluyendo un aumento en el número de diputados para los distritos más grandes. Ningún distrito eligiría dos representantes, eliminando el binominalismo. Respecto al Senado, se basaron en los estudios de ProyectAmérica, para lo cual plantearon dos opciones: “fusionar las circunscripciones o hacer que cada región sea una circunscripción”.
Durante la discusión de cambiar el sistema electoral, surgió otra propuesta para instalar un "sistema proporcional corregido" incluido en el documento "Un nuevo régimen político para Chile", presentado formalmente el 18 de enero de 2012 por las directivas de RN y el PDC. El documento presentaba el cambio dentro de una reforma total al sistema político chileno, pasando al semipresidencialismo y entregando mayor autonomía a las regiones, en el que se plantea un sistema electoral en que "la diversidad, la generación de acuerdos para sustentar gobiernos mayoritarios, evite la fragmentación excesiva y establezca una oposición con derechos y obligaciones". La propuesta, debido a su carácter de cambio mayor al sistema político, generó gran polémica en especial de la UDI y el primer gobierno de Sebastián Piñera, quienes criticaron tanto el contenido de la propuesta como la forma que se anunció sin llegar a un consenso primero dentro de la coalición oficialista.
El presidente del Partido Progresista (PRO), Marco Enríquez-Ominami, propuso al gobierno del Presidente Sebastián Piñera la derogación del sistema binominal, y reemplazarlo por un proporcional competitivo. La propuesta de Enríquez-Ominami hecha el 7 de febrero de 2012, apunta a redistritalizar Chile, reconocen como unidad base las regiones, asignando a cada una de ellas un mínimo de cinco representantes de base y proporcionalidad. Los progresistas apuntan a un sistema de integración que permita elegir proporcionalmente los parlamentarios, podrían presentarse en solitario o por listas que se conformarían entre varios partidos, un partido e independientes, pudiendo cada lista presentar hasta el doble de los candidatos a elegir, en ella serán electos los candidatos más votados, esto además se expresaría en un parlamento unicameral con un total de 150 representantes elegidos por un periodo de 5 años reelegibles por una oportunidad según la propuesta que entregó al Palacio de La Moneda.
Un proyecto de ley ingresado el 9 de mayo de 2012, que busca implementar un sistema de representación proporcional, siendo esta la primera iniciativa que se presenta por un grupo transversal de legisladores para cambiar el actual sistema binominal tras el pacto de acercamiento entre las directivas de RN y la DC, para avanzar hacia un nuevo sistema político proporcional y semipresidencial, según el documento suscrito en enero pasado. La propuesta contempla elevar de 120 a 150 el número de diputados sobre la base de un cambio de la división electoral. Así, se propone pasar de 60 a 28 la cantidad de distritos, que elegirían entre tres y ocho diputados. En el caso del Senado, los escaños aumentarían de 38 a 50. Para eso se plantea que las actuales 19 circunscripciones sean reorganizadas en 16, que elegirían entre tres y cinco senadores. La misma reforma, también contempla un sistema de actualización periódica para redistribuir los escaños parlamentarios.
El senador y vicepresidente de Renovación Nacional, Baldo Prokurica, presentó dos alternativas de cambios al binominal en la comisión política del partido.
Una de las propuestas de Renovación Nacional, es la que ya había lanzado en 2006,  plantea entregar "cupos compensatorios" a los partidos que obtengan más de 7 % de los votos, pero ningún diputado. Así, el aumento de escaños es “potencial”.
La segunda fórmula consiste en que se mantienen los 120 diputados que integran la Cámara Baja, pero bajan de 60 a 34 los distritos. Este reagrupamiento significará que algunos distritos más grandes elijan más de 2 diputados, como lo es en la actualidad, acabando así con otra distorsión del actual sistema electoral. En el Senado, se agrega la circunscripción de Arica, aumentando de 38 a 40 escaños. Sin embargo, según explicó Prokurica, estos cambios se aplicarían solo en una segunda etapa, luego de 5 años en que se pase de un sistema presidencial a uno semipresidencial.
El miércoles 3 de julio fue rechazada la iniciativa que buscaba eliminar de la Constitución el artículo que fija en "120" el número de diputados, como primer paso para avanzar en modificar el sistema binominal de elecciones. La iniciativa recibió el apoyo mayoritario de la Cámara: 66 votos a favor, 36 en contra y 4 abstenciones, pero ello fue insuficiente, considerando que la norma requería un cuórum de 3/5 de la Cámara (72 votos) para su aprobación. Dentro de los 66 votos que apoyaron el cambio, se contaron parlamentarios de la oposición, independientes, el PRI y 9 de los 17 de Renovación Nacional. Otros 2 Renovación Nacional votaron en contra junto con la UDI por el rechazo, 3 se abstuvieron y el resto no votó el proyecto.
Un grupo transversal de parlamentarios de oposición y Renovación Nacional presentaron al día siguiente un nuevo proyecto para modificar el sistema binominal, el cual mantiene el número de 120 diputados establecido en la Constitución y propone redistribuir los distritos y los cupos para acceder a la Cámara Baja. Según el diputado Pepe Auth (PPD), quien elaboró la iniciativa, el proyecto "rompe el rasgo característico del binominal, que es la elección de dos diputados por distrito, al transformar a cada región del país en un solo distrito, con la excepción de la Región Metropolitana de Santiago, que tendrá uno para cada circunscripción senatorial", explicó. "Eso significa que tendremos dos distritos de 16 diputados en la Región Metropolitana de Santiago, uno de 14 (Biobio), uno de 12 (Valparaíso), dos de 10 (Maule y Araucanía), dos de 8 (Los Lagos y O’Higgins), uno de 6 (Coquimbo), tres de 4 (Antofagasta, Atacama y Los Ríos) y cuatro de 2 (Arica, Tarapacá, Aysén y Magallanes)", agregó el parlamentario. En la UDI si bien valoraron la propuesta sobre la base de 120 diputados, y se mostraron "dispuestos a sentarse a conversar, siempre y cuando también se respete la intención de la mayoría de los chilenos de descentralizar el país y no concentrar mayoritariamente los diputados en la Región Metropolitana. "Sin embargo, los parlamentarios advirtieron que la iniciativa podría "tener algunos problemas", ya que el sistema estaría conduciendo el país a una lógica de un sistema unicameral, ya que "se estaría igualando los distritos a las circunscripciones electorales, es decir, estarían representando los senadores lo mismo que los diputados y, en ese sentido, la verdad es que no funciona una lógica bicameral; señalando que se tendría que re-estudiar el mecanismo completo".
El 29 de noviembre de 2012 fue promulgada por el presidente Sebastián Piñera la ley de primarias para la nominación de candidatos presidenciables, parlamentarios y alcaldes, que fue publicada en el Diario Oficial el jueves 6 de diciembre, la Ley N.º 20.640 que “Establece el sistema de elecciones primarias para la nominación de candidatos a presidente de la república, parlamentarios y alcaldes”. La ley de primarias se ha dicho que podría corregir uno de los principales defectos del binominal que era la nominación de las cúpulas partidarias de los candidatos sin siquiera consultarle a las bases. Con esta ley la ciudadanía escogerá cuando haya más de un candidato, siempre y cuando los partidos la acaten.
El 22 de enero de 2013, el Senado volvió a rechazar la iniciativa al alcanzar solo 23 votos (de los 25 necesarios) a favor, contra 13 en contra y 2 abstenciones. El proyecto, que fue enviado en 2005 por el entonces Presidente Ricardo Lagos, que elimina el tope de “120” diputados lo que, en la práctica, establece la obligatoriedad de avanzar en el análisis de un nuevo sistema electoral en el plazo de un año que modificaría la Ley Orgánica de Votaciones y Escrutinios. También permite aumentar el número de parlamentarios en la Cámara Baja. Y es que el oficialismo evidenció sus reparos a la iniciativa, como de aumentar el número de diputados sin especificar en que número, ni la fórmula que se aplicaría en el nuevo sistema, también porque no son partidarios de aumentar el número de legisladores ya que prefieren los sistemas mayoritarios, justificando que tienden a generar más estabilidad democrática y que hay menos dispersión de partidos políticos que en los sistemas proporcionales.
En respuesta al rechazo en la cámara alta, el senador de Renovación Nacional (RN) Francisco Chahuán concretó la presentación de una reforma constitucional para modificar el sistema electoral binominal, Chahuán manifestó que la idea del proyecto es que no haya más de 120 diputados, mientras que el proyecto rechazado el martes por el Senado eliminaba el guarismo 120, abriendo la posibilidad de aumentar a 150 el número de legisladores en la cámara baja. incluye un “redistritaje” con elecciones en 34 distritos, actualmente son 60, en estos se elegirán dos, cuatro o seis diputados, dependiendo de la cantidad de población, se impide la reelección indefinida de los parlamentarios, comentó además que se está allanando el camino para que se cree la nueva circunscripción de Arica y Parinacota. La propuesta de reforma busca además incorporar una dosis de representatividad en la cámara alta. Además el senador señaló: “Acá la Concertación tiene que definir si quiere presentar proyectos para la galería o finalmente llegar a acuerdos para modificar el sistema electoral binominal por otro conocido. Lo que se votó ayer era simplemente la habilitación de la discusión, no establecía una propuesta de método alternativo, y no aseguraba modificar el sistema electoral binominal y adicionalmente habría la posibilidad de aumentar el número de diputados”.
El 9 de julio de 2013, un grupo de senadores de la Concertación y de RN anunciaron que llegaron a un acuerdo en una propuesta para modificar el sistema binominal. La iniciativa, que ha sido trabajada por parlamentarios de la Comisión de Constitución de la Cámara Alta, propone modificar la cantidad de distritos llegando a 150 diputados, en el Senado mantendrá su 38 integrantes, sumará dos por la Región de Arica y Parinacota, además de otros 8 senadores nacionales, con lo cual llegará a 48 parlamentarios. El día 11 de julio, apareció un texto del Ejecutivo en respuesta al acuerdo que firmó la cúpula de Renovación Nacional, liderada por Carlos Larraín, con los senadores de la Concertación, el proyecto que se venía redactando fue presentado por La Moneda junto a la UDI y parlamentarios de Renovación Nacional. La iniciativa presentada indica que en el caso de la Cámara, se plantea mantener en 120 el número de diputados, pero con un redistritaje que baja desde 60 a 30 el número de distritos. Así, dependiendo del número de habitantes, se elegirán dos, cuatro y hasta seis diputados por distrito. Habrá 22 distritos en que se elijan cuatro diputados; cuatro en los que se escojan seis, y otros cuatro en los que se elegirán dos; respecto del Senado, se planteó matizar el binominal al crear un sistema mixto fusionando cada una de las regiones que hoy tienen circunscripciones dobles (Santiago, Valparaíso, Maule, Biobio y Araucanía). En cada una de ellas se elegirían cuatro senadores, aumentándose de esa manera la competencia. Se determinó que solo se incrementarán los dos cupos ya previstos correspondientes a la nueva circunscripción de Arica y Parinacota, quedando un total de 40.

### Sugerencias y propuestas de centros de estudios
Una propuesta alternativa de reforma al binominal fue presentada en 2006 por el Instituto Libertad y Desarrollo que proponía instalar un sistema de voto remanente utilizando el cociente Hare. Esta opción propone corregir el sistema binominal sin cambiar su estructura fundamental, donde se eligen dos representantes por unidad territorial y en donde el primer paso para la asignación de escaños es la sumatoria de votos de cada lista para ver si la primera duplica o no los votos de la segunda. La modificación al sistema viene dada por la consideración de los votos remanentes, considerando tanto las votaciones extraordinariamente altas que suelen recibir algunos candidatos como los votos expresados por aquellos candidatos de cada partido que no hayan sido derrotados por doblaje.
El 30 de septiembre de 2011, el Instituto Libertad y Desarrollo propuso contemplar la evaluación de medidas, como es el límite de la reelección a las autoridades en cargos de elección popular, un mecanismo primarias vinculantes reguladas por el servicio electoral, presentación de un mayor número de candidatos por pacto y necesario que la desproporcionalidad territorial existente se reduzca, para tratar de honrar el principio de “un elector, un voto” con un redistritaje nacional. Además, consideraba totalmente razonable alternativas que entreguen cupos compensatorios a grupos minoritarios que quedan excluidos. Una alternativa es la propuesta de Tomás Duval (2006), que plantea asignar 30 nuevos escaños a diputados nacionales. Otra es la de Pepe Auth, que incorpora 30 escaños a las listas que superen el 5 % de los votos a nivel nacional.
Así también a principios de 2012, se presenta una propuesta para cambiar el sistema binominal a un sistema proporcional de listas abiertas, eligiendo a todos los parlamentarios a través de este sistema, fue presentada por políticos y expertos del Centro de Estudios ProyectAmérica y el Centro Democracia y Comunidad, destacando entre los gestores del proyecto el exministro Edmundo Pérez Yoma y el alcalde Claudio Orrego. En primera fase, la propuesta mantenía el número de distritos y circunscripciones electorales pero incorporaba variables de compensación en zonas extremas para asegurar la representatividad, aumentando el número de escaños de la Cámara Baja de 120 a 150 y el Senado de 38 a 50. En una segunda fase, la idea pretendía modificar el mapa de distritos basado en los resultados del censo a realizarse en 2012. La propuesta, sin embargo, no tuvo buena acogida por los presidentes de los partidos de la Alianza.
El 16 de mayo de 2012, los investigadores del Centro de Estudios Públicos (CEP) y de la Corporación de Estudios para Latinoamérica (CIEPLAN) presentaron una propuesta de reforma a los partidos políticos, exponiéndola luego de constatar un creciente escenario de crisis en la materia. Uno de los puntos de partida del documento es reformar el sistema binominal, reemplazándolo por uno más competitivo y representativo; el documento no se la juega por una sola fórmula, sino que plantea tres alternativas: sistema uninominal, proporcional corregido y mixto (que combina distritos uninominales con listas nacionales).

### Simulación de algunas propuestas
La tabla siguiente muestra la diferencia que produce el sistema binominal en la elección de diputados de acuerdo a los datos de las elecciones parlamentarias de 2005. Acá se compara el número de parlamentarios que obtendría cada conglomerado y su porcentaje en la Cámara de Diputados utilizando diferentes sistemas: el primero es el que actualmente rige en Chile, el segundo muestra el balance de las fuerzas políticas en caso de que fuesen elegido los dos diputados más votados en cada distrito, sin importar su coalición, el tercero nos muestra una repartición de asientos en la Cámara Baja de acuerdo a los porcentajes de votación obtenidos en dicha elección a nivel nacional, el cuarto mantiene su estructura original de 60 distritos binominales, pero incorpora un sistema proporcional compensatorio para la elección de diputados, con 30 escaños adicionales asignados a todas las listas que superen el 5 % de los votos válidamente emitidos, el quinto es una propuesta para pasar a un sistema proporcional plurinominal de magnitud de 2 a 6 y el sexto igual pero con magnitud 2 a 8. Las dos últimas propuestas implican un redistritaje nacional y las últimas tres apuntan a aumentar de 120 a 150 los diputados.
|                                            | Concertación Democrática | Concertación Democrática | Alianza | Alianza | Juntos Podemos Más | Juntos Podemos Más | Fuerza Regional Independiente | Fuerza Regional Independiente | Total de diputados |
| ------------------------------------------ | ------------------------ | ------------------------ | ------- | ------- | ------------------ | ------------------ | ----------------------------- | ----------------------------- | ------------------ |
| Sistema binominal                          | 65 dip.                  | 54,2 %                   | 54 dip. | 45,0 %  | 0 dip.             | 0,0 %              | 1 dip.                        | 0,83 %                        | 120 dip.           |
| Elección Directa                           | 69 dip.                  | 57,5 %                   | 50 dip. | 41,6 %  | 0 dip.             | 0,0 %              | 1 dip.                        | 0,83 %                        | 120 dip.           |
| Sistema proporcional D'Hondt               | 62 dip.                  | 51,6 %                   | 46 dip. | 38,3 %  | 9 dip.             | 7,5 %              | 1 dip.                        | 0,83 %                        | 120 dip.           |
| Sistema binominal corregido                | 81 dip.                  | 54,0 %                   | 66 dip. | 44,0 %  | 2 dip.             | 1,3 %              | 1 dip.                        | 0,66 %                        | 150 dip.           |
| Proporcional plurinominal (Magnitud 2 a 6) | 85 dip.                  | 56,7 %                   | 62 dip. | 42,0 %  | 1 dip.             | 0,7 %              | 1 dip.                        | 0,7 %                         | 150 dip.           |
| Proporcional plurinominal (Magnitud 2 a 8) | 87 dip.                  | 58,0 %                   | 61 dip. | 40,7 %  | 1 dip.             | 0,7 %              | 1 dip.                        | 0,7 %                         | 150 dip.           |

### Críticas a elección directa o sistema proporcional
La mayoría de las propuestas que se presentan siempre son avanzar hacia sistemas proporcionales, ya que tienen más apoyo entre los partidos políticos, como los acuerdos entre RN y la Concertación, las que con fuerza por algunos son criticadas ya que con esas propuestas de reformas se agrava el efecto de que se elija candidatos de menor votación individual, ya que opera con más fuerza la lógica de la votación de lista, dificultando aún más el surgimiento de líderes locales o independientes, ya que el mayor número de candidatos por lista, los hace pasar de competir contra dos, a competir contra cuatro, seis u ocho candidatos de cada lista, haciendo casi imposible su elección fuera de un pacto. Así, candidatos con mayorías individuales importantes podrían perder ante otros candidatos con menos votos o incluso sin votos, pero que pertenezcan a listas más votadas, además con la fusión de distritos, se pierde la relación más personal entre el diputado y sus electores. La necesidad de agrupar distritos para aumentar en proporcionalidad, va a llevar a una mayor concentración de los recursos en las comunas más grandes.
Los senadores Carlos Bianchi y Antonio Horvath presentaron el proyecto que modifica la Constitución Política para establecer en la elección de parlamentarios el principio de las más altas mayorías individuales, la norma de autoría de los senadores Lily Pérez y Carlos Cantero abogó en 2013 por un sistema mayoritario uninominal que establezca como electos a las dos primeras mayorías de votos individuales “sin posibilidad de establecer fórmulas que alteren la voluntad popular”. Algunos analistas encuentran curioso este criterio, señalando que no se hace cargo de que el sistema binominal, al igual que todos los sistemas proporcional es (a cuya familia pertenece) son sistemas organizados no sobre la base de candidaturas individuales, sino sobre la base de listas de candidatos cuyos votos se suman para determinar cuántos de los escaños disponibles le corresponden a cada lista. Por lo tanto, la unidad básica del sistema son las listas, y no los candidatos considerados individualmente. Argumentan además que la fórmula no solucionaría ningún problema de fondo del binominal y, peor, acentuaría varios de ellos: la selección cupular de los candidatos, la falta de competencia entre las grandes coaliciones, y sobre todo, la escasez de doblajes.

## Sustitución del sistema binominal
A fines del primer gobierno del presidente Sebastián Piñera, el 31 de enero de 2014, se promulgó una ley de reforma constitucional en materia de integración de la Cámara de Diputados, eliminando de la constitución el guarismo de 120 diputados, paso previo a la reforma al sistema electoral binominal. Ésta se originó en una moción de los senadores Alberto Espina, Carlos Larraín, Fulvio Rossi, Eugenio Tuma y Patricio Walker.

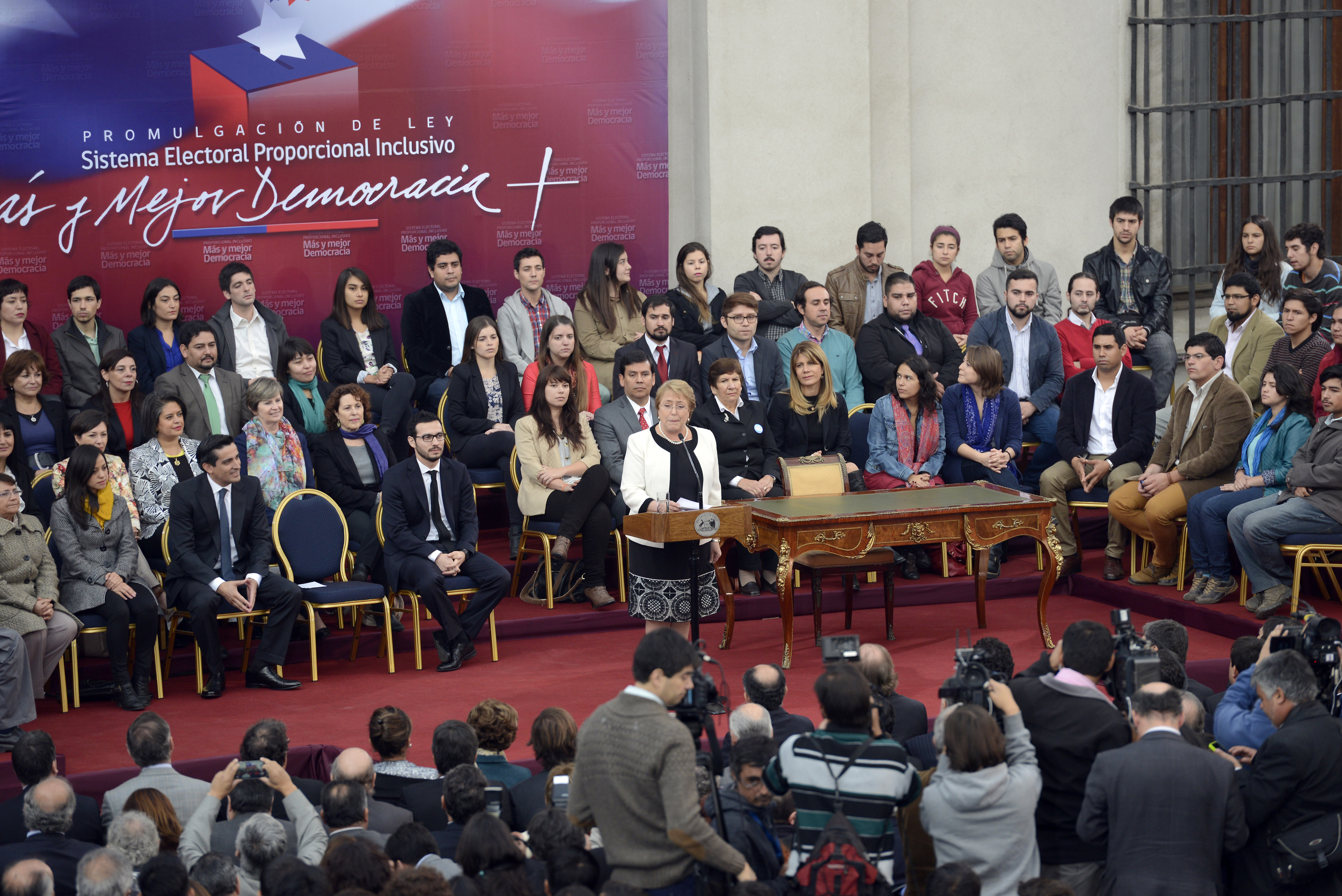
Michelle Bachelet promulga la Ley de Sistema Electoral Proporcional Inclusivo.

El 23 de abril de 2014, la presidenta Michelle Bachelet presentó un proyecto de reforma al sistema binominal, a fin de establecer un sistema proporcional (Boletín N.º 9326-07). Conforme a este proyecto, el número distritos para la elección de los integrantes de la Cámara de Diputados se redujo de 60 a 28, eligiéndose un total de 155 diputados; para la elección del Senado, cada región pasaría a constituir una circunscripción, aumentándose el número de senadores hasta 50. Además se establecería una ley de cuotas, a fin de que ninguna lista pudiera presentar más de 60 % de candidatos de un mismo sexo, además de un bono para candidatas electas para incentivar la participación femenina. En posteriores negociaciones con diputados independientes se añadió una reforma a la ley de partidos, al objeto de requerir para la constitución de uno la afiliación del 0,25 % del electorado de la última elección de diputados en cada región donde se constituya, este mismo criterio se utilizaría también para la inscripción de candidaturas independientes, e igualmente se rebajaría el número de sufragios que deben obtener los partidos políticos en las elecciones parlamentarias, para no proceder a su disolución, de un 5 a un 2,5 % de los votos.
En agosto el proyecto fue aprobado, en general y particular a la vez, por la Cámara de Diputados, recibiendo 86 votos a favor y 28 en contra para los artículos que requerían cuórum de 4/7 (68 diputados); y en el caso de los artículos que necesitaban una aprobación de las tres quintas partes de los legisladores (71 diputados), fueron ratificados por 88 votos a favor, 27 en contra y 2 abstenciones. Votaron a favor la Nueva Mayoría, Renovación Nacional, Amplitud y los diputados independientes, siendo el proyecto rechazado únicamente por la Unión Demócrata Independiente.
El proyecto de ley de reforma al bionominal pasó al Senado, siendo aprobado en general en noviembre de 2014. En enero de 2015, el proyecto fue aprobado en particular, con modificaciones, por el Senado; el gobierno anunció que podía variar la asignación de escaños senatoriales a las regiones. El 20 de enero la Cámara de Diputados aprobó las modificaciones introducidas por el Senado al proyecto que reemplaza el sistema binominal por uno proporcional inclusivo.
El 23 de enero de 2015, el Congreso remitió el proyecto al Tribunal Constitucional, para el control preventivo y obligatorio de constitucionalidad.
Por otro lado, el 24 de enero de 2015, senadores de la oposición presentaron un requerimiento al Tribunal Constitucional, para que se pronunciara sobre la constitucionalidad del proyecto de reforma electoral, y el 30 de marzo de 2015 el Tribunal Constitucional rechazó el requerimiento. En lo que respecta a la desigualdad en el número de diputados en relación con la población de cada distrito, y entre candidaturas independientes y de partidos políticos, el Tribunal rechazó el requerimiento por 6 votos contra 4; y respecto de las demás impugnaciones (establecimiento de cuotas de género y aumento del gasto electoral permitido), por 7 votos contra 3, estableciendo que el proyecto no vulneraba las disposiciones de la carta fundamental.
De los 10 Ministros (o jueces) de que se compone el Tribunal, votaron por rechazar todas las impugnaciones, los ministros Carlos Carmona Santander (Pte.), Marisol Peña Torres, Francisco Fernández Fredes, Gonzalo García Pino, Domingo Hernández Emparanza y Nelson Pozo Silva; por acogerlas todas, los ministros Iván Aróstica Maldonado, María Luisa Brahm Barril y Cristián Letelier Aguilar; y por rechazar algunas y acoger otras, el ministro Juan José Romero Guzmán. En síntesis, el Tribunal sostuvo que:

"La distribución de los distritos, en el marco del sistema electoral proporcional moderado que se crea por el proyecto, en reemplazo del sistema binominal, no afecta el principio del voto igualitario (ni en una perspectiva formal ni sustancial) pues, si bien hay desproporciones, éstas no son arbitrarias sino razonables, y justificadas en razones geográficas, de igualdad de oportunidades, de inclusión social y de competitividad, no comprobándose que afecten “las opiniones políticas o de otra índole” de alguna parte de la población."

El 21 de abril de 2015 el Tribunal Constitucional dictó sentencia en el marco del control obligatorio de constitucionalidad, visando el proyecto de reforma al sistema binominal, dejando el proyecto en condiciones de ser promulgado como Ley. El Tribunal dictó 2 sentencias, una para rechazar el requerimiento de senadores de oposición, y otra para el control obligatorio de constitucionalidad.
Finalmente la ley de cambio de sistema electoral fue promulgada por la presidenta Michelle Bachelet el 27 de abril de 2015, y publicada el 5 de mayo de 2015, convirtiéndose en la Ley 20.840, que sustituye el sistema electoral binominal por uno de carácter proporcional inclusivo y fortalece la representatividad del Congreso Nacional.